# Consiglio (nome)
Consiglio  è un nome proprio di persona italiano maschile.

## Varianti
- Maschili: Consilio[1][2]
- Femminili: Consiglia[2], Consilia[2]

## Origine e diffusione

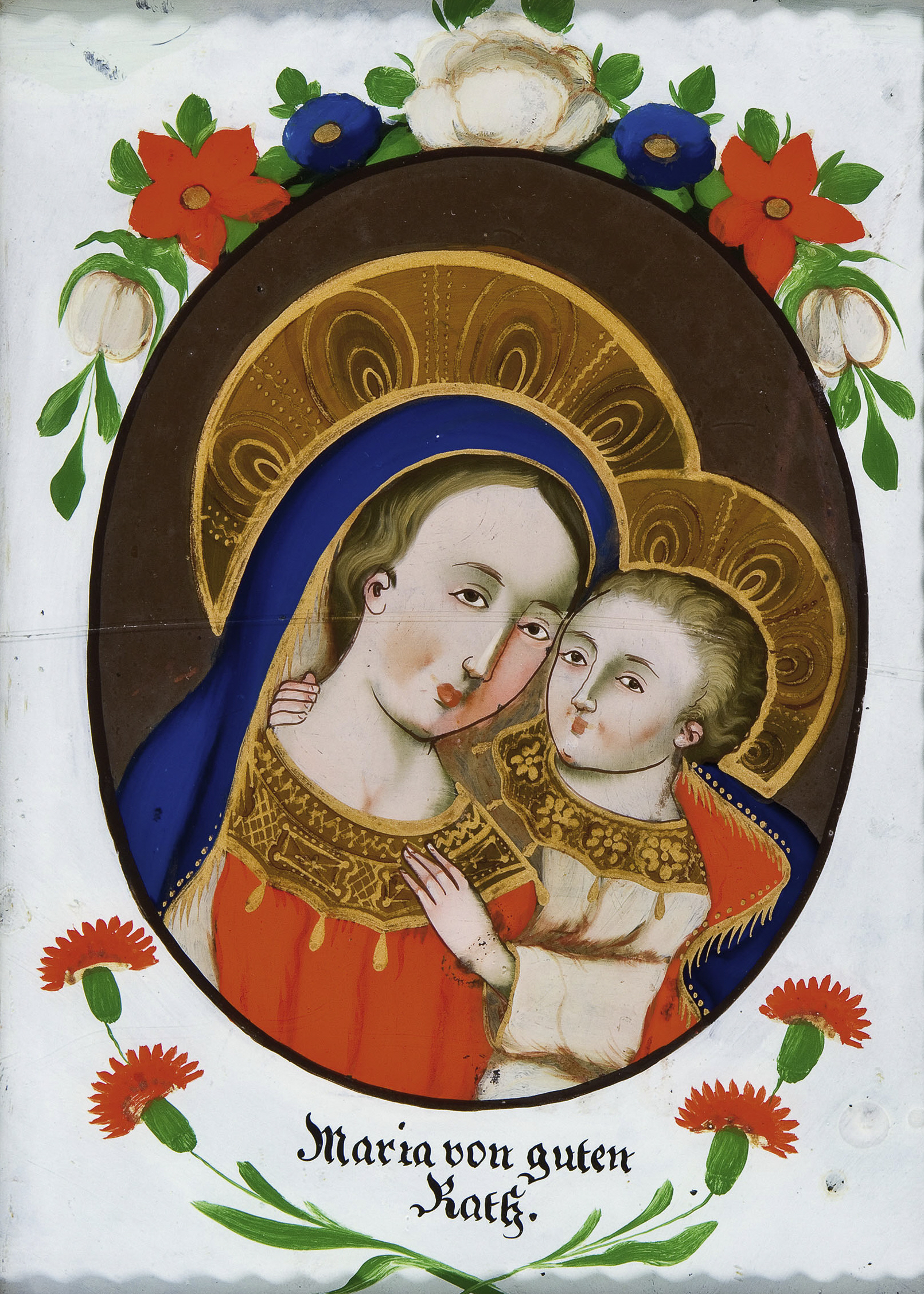
Icona della Madre del Buon Consiglio

Etimologicamente risalente al termine latino consilium ("consiglio", appunto), si tratta di un nome di chiara matrice religiosa, ispirato al culto verso "Maria Santissima del Buon Consiglio", un titolo con cui è venerata la Madonna.
È proprio del Sud Italia, dove è diffuso principalmente in Puglia e Campania.

## Onomastico
L'onomastico il 26 aprile, data in cui si festeggia la Madre del Buon Consiglio.

## Persone

### Variante femminile Consiglia
- Consiglia Licciardi, cantante italiana